# Piccadilly Circus metróállomás
A Piccadilly Circus a londoni metró egyik állomása az 1-es zónában, a Bakerloo line és a Piccadilly line érinti.

## Története
Az állomást 1906. március 10-én adták át a Baker Street and Waterloo Railway részeként (mai Bakerloo line), majd év végén a jelenlegi Piccadilly line vágányait is üzembe helyezték.

## Forgalom
| Járat | Útvonal | Gyakoriság     |
| ----- | --- | -------------- |
|       | Harrow & Wealdstone – Kenton – South Kenton – North Wembley – Wembley Central – Stonebridge Park – Harlesden – Willesden Junction – Kensal Green – Queen’s Park – Kilburn Park – Maida Vale – Warwick Avenue – Paddington – Edgware Road – Marylebone – Baker Street – Regent’s Park – Oxford Circus – Piccadilly Circus – Charing Cross – Embankment – Waterloo – Lambeth North – Elephant & Castle                                                                                | 3 percenként   |
|       | Cockfosters – Oakwood – Southgate – Arnos Grove – Bounds Green – Wood Green – Turnpike Lane – Manor House – Finsbury Park – Arsenal – Holloway Road – Caledonian Road – King’s Cross St. Pancras – Russell Square – Holborn – Covent Garden – Leicester Square – Piccadilly Circus – Green Park – Hyde Park Corner – Knightsbridge – South Kensington – Gloucester Road – Earl’s Court – Barons Court – Hammersmith – Turnham Green – Acton Town (– tovább Uxbridge, Heathrow felé) | 2-3 percenként |

## Átszállási kapcsolatok
| Állomás           | Átszállási kapcsolatok           |
| ----------------- | -------------------------------- |
| Piccadilly Circus | Helyi buszok (Piccadilly Circus) |

## Fordítás
- Ez a szócikk részben vagy egészben  a   Piccadilly Circus tube station című angol Wikipédia-szócikk fordításán alapul.  Az eredeti cikk szerkesztőit annak laptörténete sorolja fel. Ez a jelzés csupán a megfogalmazás eredetét és a szerzői jogokat jelzi, nem szolgál a cikkben szereplő információk forrásmegjelöléseként.